# Jošava (jezero)
Jošava, umjetno jezero u Hrvatskoj.

## Zemljopisni položaj
Smješteno je oko 2 km sjevero-sjeveroistočno od grada Đakova, od željezničkog nasipa Đakovo-Osijek do umjetno podignute zemljane brane koja je oko 2 km nizvodno. Pola jezera je u Gradu Đakovu, a pola u općini Viškovcima. Na sjeveru je mjesto Kuševac. Iz ispusta se voda iz jezera izvodi kanalom Jošavom koji se dalje ulijeva u kanal Biđ.

## Povijest
Nastalo je 1963./64. godine. Glavna namjena bila je za uzgoj ribe, šport i rekreaciju. Izvedba gradnje bila je pregrađivanjem korita potoka Jošave zemljanom branom betonskom ustavom. Pregrađivanjem puta vodi ona se je nakupljala pred branom, potopila okolna polja i tako je nastajalo sve veće vodeno tijelo. Radi reguliranja razine ispuštanjem, u temeljni ispust je ugrađen novi zasun.

## Osobine
Duguljasto jezero pruža se u pravcu jugoistok - sjeverozapad. Dužine je oko 4,5 km a širine od 100 do 180 m. Duboko je od 70 cm do 3 metra. Oko jezera su poljodjelske površine i nešto sađenih šuma kod Kolokušice. Zapadnu obalu čini željeznički nasip Đakovo-Osijek. Na zapadu je jezero nešto pliće. Istočnu obalu čini zemljani nasip s temeljnim ispustom. Istočni dio jezera nešto je dublji, no najveća je u sredini gdje se proteže jedan kanal, bivše korito potoka Jošava, u smjeru zapad-istok. Jezero je pliće od kanala bočno prema obali. Na jugu i sjeveru su lesne uzvisine.

## Flora
Četiri petine jezerske površine je čisto. Jedna petina obrasla je trskom, rogozom i drugim vodenim biljem, i sve to uglavnom na rubovima. Biljna zajednica formirala je se i pod vodom. Najviše je podvodnih biljaka iz porodice mrijeska.

## Fauna
Od riba u Jošavi obitavaju: šarani, pastrvski grgeč, amur, som, smuđ, štuka, grgeč, linjak, patuljasti somić, babuška, crvenperka, žutooka i uklija.